# Dendronephthya spinosa
Dendronephthya spinosa is een zachte koraalsoort uit de familie Nephtheidae. De koraalsoort komt uit het geslacht Dendronephthya. Dendronephthya spinosa werd in 1862 voor het eerst wetenschappelijk beschreven door Gray. 